# عمر أحمد توفيق
عمر أحمد توفيق مواليد 3 أغسطس 1970 في العراق، هو لاعب كرة قدم عراقي سابق كان يلعب في مركز حراسة المرمى. لعب في صفوف المنتخب العراقي عام 1993م.